# Малаховське передгір'я
Малаховське передгір'я (Malachovské predhorie) — гірський масив в Словаччині; геоморфологічна підодиниця масиву Кремницькі-Верхи.. Місце розташування — Банськобистрицький край

## Розташування
Розташований у східній частині гірського масиву, неподалік від Банської Бистриці. Незважаючи на те, що це найменший за площею підрозділ гірського масиву, його межі досить важко визначити. Зі сходу він оточений Бистрицьким Поділлям, підрозділом Зволеської улоговини, на південному заході та заході — Флоховським хребтом Кремницьких врх, а на півночі — Кордицькою брамою, геоморфологічною частиною Старогірських врх.
Протікає Вовчий потік.